# Jacques Lebaudy

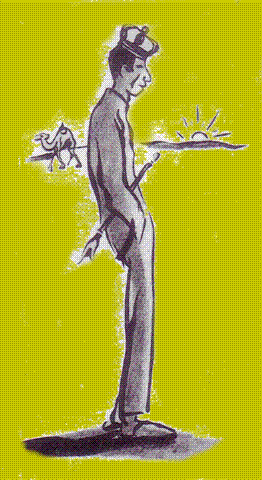
Francuski rysunek satyryczny autorstwa Sema przedstawiający Jacques’a Lebaudy’ego jako cesarza Sahary

Jacques Lebaudy (ur. 13 maja 1868 w Paryżu, zm. 1 stycznia 1919 w Nowym Jorku) – francuski przedsiębiorca i awanturnik. Samozwańczy "Cesarz Sahary".

## Biografia
Urodził się w 1868 roku. Był najstarszym synem Julesa Lebaudy'ego (1828-1892), który wraz z bratem Gustavem (1827-1889) był właścicielem rodzinnej firmy rafinacji cukru Lebaudy Frères. Po śmierci ojca Jacques odziedziczył ogromny majątek szacowany na około 227 milionów franków.
Dysponując dużą ilością pieniędzy, Jacques Lebaudy postanowił spełnić swoje marzenia i założyć własne państwo. W 1903 z małą flotyllą wylądował w pobliżu przylądka Juby na marokańskim wybrzeżu. Ten odcinek ziemi między Przylądkiem Noun a Przylądkiem Bojador był wówczas prawie niezamieszkany, nie licząc małych grupek koczowniczych Berberów. Nie był też zajmowany przez żadne z ówczesnych mocarstw kolonialnych. Lebaudy ogłosił powstanie na tym obszarze "Imperium Sahary", a sam ogłosił się cesarzem przybierając imię Jacques I, Najin-al-Den, cesarz Sahary, dowódca wiernych, król Tarfaia, książę Arleuf i książę Chal-Huin.
Na "rządzonym" przez siebie terenie założył dwa miasta: „Troję” i „Polis”. W Troi zostawił w charakterze osadników pięciu swoich marynarzy. W drugim mieście chciał zrobić podobnie, ale nie znalazł wśród załogi ochotników. Jacques zdecydował się zatrudnić nowych marynarzy, ale podczas jego nieobecności koczowniczy Berberowie uprowadzili jego ludzi z Troi licząc na uzyskanie okupu. Jacques odmówił zapłacenia, więc jego ludzie zostali sprzedani jako niewolnicy. Ostatecznie zostali uwolnieni przez francuski okręt wojenny. Po uwolnieniu pozwali Lebaudy'ego o odszkodowanie za zostawienie ich na pastwę losu. 
W tej sytuacji Jacques uciekł przed francuskim wymiarem sprawiedliwości do Belgii. Tam próbował bezskutecznie walczyć o "swoje prawa" do tronu Sahary. Został jednak zignorowany i ośmieszony. W międzyczasie przeszedł na islam i poślubił aktorkę Augustine Dellière (1873-1950), z którą miał córkę o imieniu Jacqueline.  
W 1908 roku opuścił Europę i osiedlił się w Nowym Jorku, gdzie stał się finansistą, handlującym na giełdzie nowojorskiej. Osiągnął tam znaczne zyski powiększając swój majątek. Jednocześnie jednak zaczął zdradzać objawy choroby psychicznej, a jego zachowanie stawało się coraz bardziej nieobliczalne. Wielokrotnie groził żonie i córce śmiercią. Podczas jednej z awantur został zastrzelony przez żonę. 
Pochowany został 17 stycznia 1919 roku na katolickim cmentarzu parafialnym św. Brygidy w Westbury.
W 1922 jego żona wyszła ponownie za mąż za francuskiego detektywa w podwójnym ślubie z córką, która poślubiła jego syna.